# Scelio acte
Scelio acte är en stekelart som beskrevs av Walker 1846. Scelio acte ingår i släktet Scelio och familjen Scelionidae. Inga underarter finns listade i Catalogue of Life.